# Nagano
Nagano (長野市; nagano-shi) er en by i Japan, der ligger på den centrale del af øen Honshū. Den har 367.184(2021) indbyggere og er hovedby i præfekturet Nagano.
Byen var vært for Vinter-OL 1998.